# Des gens bien ordinaires (série télévisée)
Production
Diffusion
Des gens bien ordinaires est une série télévisée française dystopique écrite et réalisée par Ovidie et diffusée depuis le 6 juin 2022 sur Canal+.
Le 20 novembre 2023, la série remporte le International Emmy Award de la meilleure série courte, devenant la première série française à être récompensée dans cette catégorie,,.
Le tournage d'une deuxième saison est annoncé le 6 octobre 2023,.

## Synopsis
Dans un monde utopique où les femmes détiennent le pouvoir, Romain, un étudiant en sociologie de 18 ans, est attiré par les projecteurs de l'industrie pornographique, qu'il voit comme un chemin vers l'émancipation et la réappropriation de son propre corps.

## Distribution

### Acteurs principaux
- Jérémy Gillet : Romain
- Sophie-Marie Larrouy : Andrée
- Raïka Hazanavicius : Isaure

### Acteurs récurrents et invités

#### Saison 1
- Romane Bohringer : Dominique, une réalisatrice de films pornographiques
- Agathe Bonitzer : Linda, la petite amie de Romain
- Arthur Dupont : Roméo, un acteur porno en disgrâce
- Andréa Bescond : Valéry, une productrice
- Anne Benoît : Josette Rigaud, une réalisatrice lubrique
- Pablo Cobo : Dylan
- Fadily Camara : Céline, la régisseuse

#### Saison 2
- Andranic Manet : Falco
- Aloïse Sauvage : Sharon
- Judith Godrèche : Thérèse Robinson
- Corinne Masiero : Mélissa
- Olivia Côte : Maryse
- Thomas VDB : Stéphane
- Suzanne de Baecque : Une réalisatrice
- Théo Defaux : Le théâtreux

### Tournage
Le tournage de la saison 1 a lieu du 8 au 29 octobre 2021, à Angoulême et ses environs,.

### Fiche technique
Sauf indication contraire, les informations mentionnées dans cette section peuvent être confirmées par la base de données cinématographiques Allociné,  présente dans la section « Liens externes ».
- Titre français : Des gens bien ordinaires
- Genre : Dystopie, Comédie dramatique
- Production : Marc Berdugo, Barbara Conforti
- Sociétés de production : Magneto Prod.
- Réalisation : Ovidie
- Scénario : Ovidie
- Pays de production :  France
- Langue originale : français
- Format : couleur
- Nombre de saisons : 2
- Nombre d'épisodes : 16
- Durée moyenne : 13 minutes
- Dates de première diffusion : 6 juin 2022

## Distinctions
- International Emmy Award 2023 : prix de la meilleure série courte[8],[9],[10]
- Festival de la fiction TV de La Rochelle 2024 : Meilleure série de moins de 20 minutes[11]